# 克萊扎尼鄉

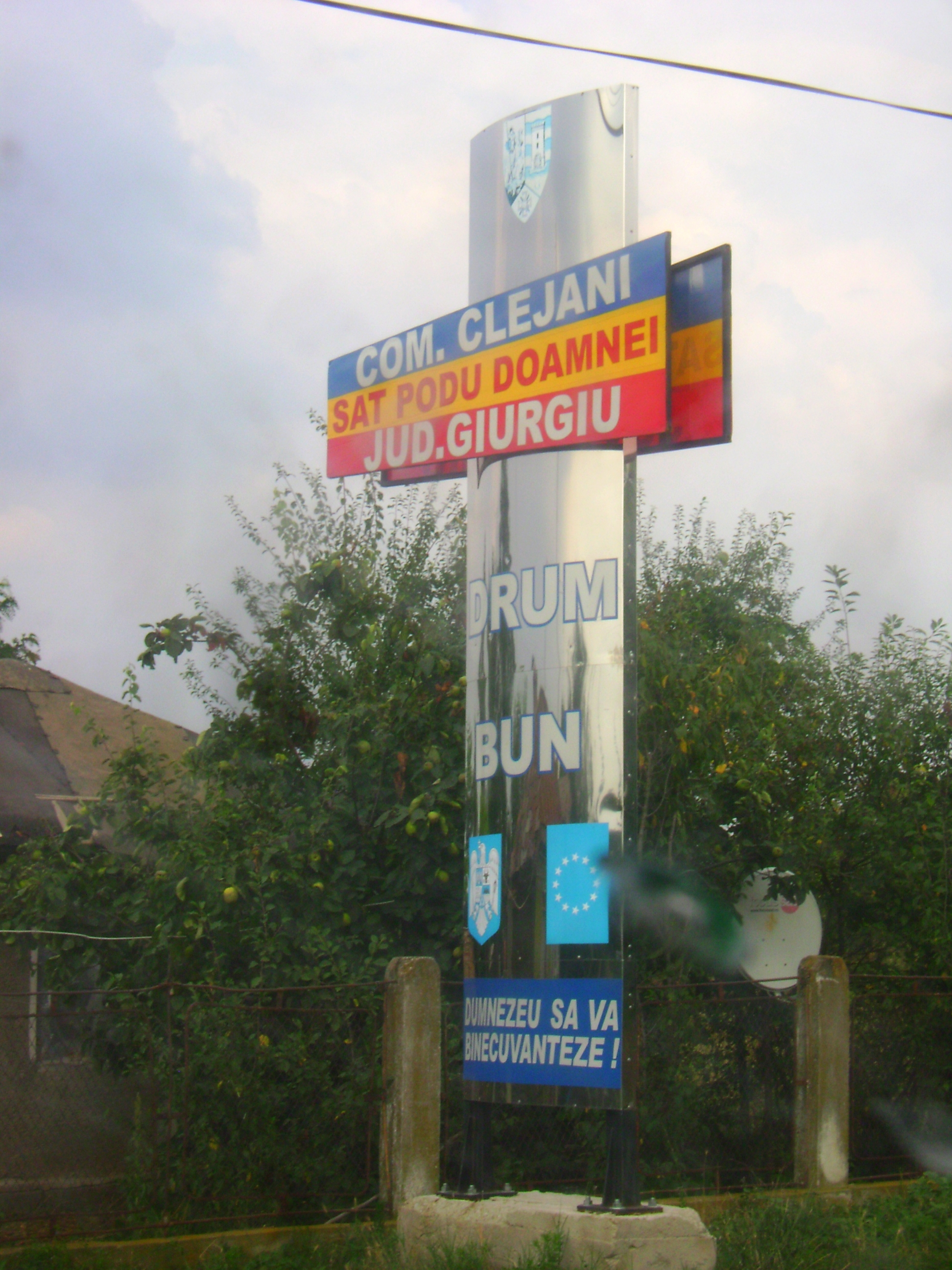

44°19′N 25°42′E / 44.317°N 25.700°E
克萊扎尼鄉（羅馬尼亞語：Comuna Clejani, Giurgiu），是羅馬尼亞的鄉份，位於該國南部，由久爾久縣負責管轄，處於布加勒斯特以西30公里，每年平均降雨量986毫米，海拔高度74米，2007年人口3,385。